# TXNL1
TXNL1 (англ. Thioredoxin like 1) – білок, який кодується однойменним геном, розташованим у людей на короткому плечі 18-ї хромосоми. Довжина поліпептидного ланцюга білка становить 289 амінокислот, а молекулярна маса — 32 251.
| 10         |  | 20         |  | 30         |  | 40         |  | 50         |
| ---------- |  | ---------- |  | ---------- |  | ---------- |  | ---------- |
| MVGVKPVGSD |  | PDFQPELSGA |  | GSRLAVVKFT |  | MRGCGPCLRI |  | APAFSSMSNK |
| YPQAVFLEVD |  | VHQCQGTAAT |  | NNISATPTFL |  | FFRNKVRIDQ |  | YQGADAVGLE |
| EKIKQHLEND |  | PGSNEDTDIP |  | KGYMDLMPFI |  | NKAGCECLNE |  | SDEHGFDNCL |
| RKDTTFLESD |  | CDEQLLITVA |  | FNQPVKLYSM |  | KFQGPDNGQG |  | PKYVKIFINL |
| PRSMDFEEAE |  | RSEPTQALEL |  | TEDDIKEDGI |  | VPLRYVKFQN |  | VNSVTIFVQS |
| NQGEEETTRI |  | SYFTFIGTPV |  | QATNMNDFKR |  | VVGKKGESH  |  |            |

A: Аланін

C: Цистеїн

D: Аспарагінова кислота

E: Глутамінова кислота

F: Фенілаланін

G: Гліцин

H: Гістидин

I: Ізолейцин

K: Лізин

L: Лейцин

M: Метіонін

N: Аспарагін

P: Пролін

Q: Глутамін

R: Аргінін

S: Серин

T: Треонін

V: Валін

Кодований геном білок за функцією належить до фосфопротеїнів. 
Задіяний у таких біологічних процесах, як транспорт, транспорт електронів. 
Локалізований у цитоплазмі, ядрі.